# Karin Adelmund
Karin Adelmund est une femme politique néerlandaise, née le 18 mars 1949 à Rotterdam et morte le 21 octobre 2005 à Amsterdam, membre du Partij van de Arbeid (Parti du Travail).